# Пітер Шифф
Пі́тер Шиф (англ. Peter D. Schiff, 1964) — президент Euro Pacific Capital Inc., брокерської компанії, що знаходиться в Дарієні, штат Коннектикут. Шіфф є представником Австрійської економічної школи та інституту імені Людвіга фон Мізеса. Шіффа часто запрошують як гостя на CNBC, Fox News, CNN, CNN International, та Bloomberg Television його цитують основні фінансові видання.
За свої надзвичайно «ведмежі» погляди на долар США, фондовий ринок Сполучених Штатів, ринок облігацій та на економіку Сполучених Штатів відомий під прізвиськом «Доктор Судний день» (англ. Dr. Doom)
Шіфф широко відомий за передбачення економічної кризи 2008 року. Він був радником з питань економіки в кампанії Рона Пола на праймаріз Республіканської партії 2008 року. Шіфф веде в прямому ефірі радіошоу «Wall Street Unspun» що транслюється також і через Інтернет.
Його батько, Ірвін Шіфф (народився в 1928 році), входить до руху «За чесні податки» та виступає проти податку на доходи, вважаючи його незаконним та неконституційним. Станом на 2008 рік перебуває у в'язниці за несплату податків.

## Погляди на економіку
Своїм інтерв'ю, що його він дав у серпні 2006 року, Шиф викликав багато суперечок, повторивши у ньому свою давню тезу: «Економіка Сполучених Штатів наче Титанік, і я тут, на рятівному плоту, намагаюсь допомогти людям врятуватися з корабля …Я вважаю, що невдовзі в США виникне серйозна фінансова криза.» На дебатах на каналі Fox News, 16 травня 2006 Шиф навів точні прогнози стосовно того, що ринок нерухомості в США є бульбашкою, що незабаром лусне. В інтерв'ю в телешоу Open Exchange 13 грудня 2007 року, Шиф сказав, що відчуває, що криза пошириться на індустрію кредитних карток. Незабаром після його виступів, 23 грудня 2007 року Ассошіейтед прес повідомило: «У жовтні, проти попереднього року, обсяги сум на рахунках на кредитних картках тривалістю щонайменше 30 днів підскочили на 26 відсотків до $17.3 мільярдів в 17 великих кредитних трастах перевірених AP… разом з тим, банкрутства — коли боржники відмовлялись сплачувати рахунки — збільшились на 18 відсотків до майже $961 мільйона у жовтні, відповідно до доповідей поданих трастами в комісію з цінних паперів.»
Шиф також розважав про роль американського споживача у світі. За його словами, споживачі зі Сполучених Штатів уважають, що роблять світові послугу, споживаючи те, що виготовляє решта світу. На його думку, таке становище закінчиться, при чому швидше, ніж собі люди гадають, спричинивши негативні наслідки для США. Шифові приписують вислів: «Споживання є нагородою за виробництво» — тобто, без виробництва США не можуть нескінченно споживати. Шиф, як і решта представників Австрійської школи вважають що заощадження та виробництво є «рушієм економічного росту — а не споживання».[джерело?]
Шиф часто повторював, що поточна економічна криза не є проблемою; натомість, вона є розв'язком. Згідно з його словами, перехід від позичання та витрачання до заощадження та виробництва не може відбуватись без глибокої рецесії, якщо взяти до уваги сильні перекоси в економіці США. Однак, цей перехід (трансформація) має відбутись. Він також вважає, що уряд анітрохи нікому не допомагає спробами «полегшити біль» різними стимуляційними пакетами, рятівною допомогою (англ. bailout) тощо. Шиф вірить, що такі дії лише погіршать ситуацію, та, можливо, призведуть до гіперінфляції якщо уряд продовжуватиме «замінювати справжні заощадження друком грошей.»
Шиф є прибічником зменшення ступеня регулювання урядом економіки та побоювався, що Барак Обама посилить регуляторні впливи уряду на економіку.

## Політична діяльність
Шіфф брав участь в президентській компанії Рона Пола 2008 року радником з питань економіки. Шіфф зробив таке твердження стосовно планів Пола з оживлення економіки:
Нам потрібен план, який би стимулював заощадження та виробництва, а не нерозважне запозичення та споживання яке завело нас в те болото, в якому ми зараз знаходимось. План Рона Пола єдиний, що пропонує зробити крок в правильному напрямі. Якщо ви бажаєте розумних змін — змін на краще — Рон Пол це єдиний кандидат, спроможний здійснити їх.
Шіфф також підтримував Мюрей Сабрін (англ. Murray Sabrin) як сенатора від Нью-Джерсі.
17 вересня 2009 Пітер Шиф на передачі MSNBC «Morning Joe» офіційно повідомив про намір здобути номінацію від Республіканської партії на виборах сенатора від штату Конектикут 2010 року.